# Amélie Mauresmo
Amélie Mauresmo (Saint-Germain-en-Laye, 5. srpnja 1979.), francuska tenisačica i bivša prva igračica svijeta.
Amelie je u dosadašnjoj karijeri osvojila 24 WTA turnira, od čega 2 Grand Slama (Australian Open i Wimbledon 2006.) Ima i srebrno odličje s OI u Ateni 2004. Od 13. rujna 2004. bila je jedno vrijeme i prva igračica svijeta.
Amelie Mauresmo, na press-konferenciji održanoj 3. prosinca 2009. godine objavila je prekid karijere.